# Сервій Азіній Целер
Се́рвій Азі́ній Це́лер (лат. Servius Asinius Celer; 1 рік до н. е. — 47 року н. е.) — політичний діяч ранньої Римської імперії, консул-суффект 38 року.

## Життєпис
Походив з роду нобілів Азініїв. Син Гая Азінія Галла, консула 8 року до н. е., та Віпсанії. У 38 році н. е. став консулом-суффектом разом з Секстом Нонієм Квінтіліаном. Під час правління імператора Калігули Целер прославився величезними витратами на рибу для своїх бенкетів. Спочатку був другом імператора Клавдія, але згодом впав у немилість, і його було страчено.

## Родина
- Азінія Агріппіна